# 宕昌県
宕昌県（とうしょう-けん）は中華人民共和国甘粛省隴南市に位置する県。県人民政府の所在地は城関鎮。

## 歴史
西晋の頃に羌人がここに宕昌国を建てた。1935～1936年、紅軍一、二、四方面軍が二度区域内を通過して、毛沢東がこの地の哈達鋪での会議で正式にその戦略的移動を長征と呼んだ。哈達鋪には長征紀念館がある。

## 行政区画
11鎮、13郷、1民族郷を管轄：
- 鎮：城関鎮、哈達鋪鎮、理川鎮、南陽鎮、官亭鎮、沙湾鎮、阿塢鎮、南河鎮、八力鎮、臨江鋪鎮、両河口鎮
- 郷：木耳郷、龐家郷、何家堡郷、賈河郷、将台郷、車拉郷、好梯郷、韓院郷、竹院郷、興化郷、甘江頭郷、新寨郷、獅子郷
- 民族郷：新城子チベット族郷

## 交通

### 鉄道
- 中国鉄路総公司
  - 蘭渝線
    - 哈達舗駅

### 道路
- 国道
  - G212国道